# Joki (film)
Pour plus de détails, voir Fiche technique et Distribution.
Joki (littéralement « fleuve ») est un film finlandais réalisé par Jarmo Lampela, sorti en 2001.

## Synopsis
Un samedi, six histoires entremêlées dans une petite ville.

## Fiche technique
- Titre : Joki
- Réalisation : Jarmo Lampela
- Scénario : Jarmo Lampela
- Musique : Petri Nieminen
- Photographie : Harri Räty
- Montage : Kimmo Taavila
- Production : Riikka Poulsen
- Société de production : Yleisradio et Lasihelmi Filmi
- Pays :  Finlande
- Genre : Drame et romance
- Durée : 104 minutes
- Dates de sortie : 
  -  Finlande : 14 septembre 2001

## Distribution
- Sanna Hietala : Anni
- Antti Ikkala : Kimmo
- Jyri Ojansivu : Janne
- Antti Mikkola : Santeri
- Heidi Liimatainen : Johanna
- Pekka Hannonen : Mikko
- Paula Forsgren : la mère de Santeri
- Jari Virman : Eero
- Katja Kinnari : Kaisa
- Juha Kukkonen : Esa
- Heikki Pirhonen : Pete
- Markus Ranta : Mikko
- Kaisa Niemelä : Krisse
- Kirsi Laamanen : Jenni
- Juha Varis : Hannu
- Petra Karjalainen : Krista
- Ahti Jokinen : Olli
- Marja Packalén : Raili
- Kauno Villberg : Kalevi
- Mervi Koskinen : Ulla

## Distinctions
Le film a été nommé pour huit Jussis et en a reçu cinq : Meilleur film, Meilleur réalisateur, Meilleur scénario, Meilleur montage et Meilleur son.